# American Aviation AA-1 Yankee Clipper
L'American Aviation AA-1 Yankee Clipper est un avion de tourisme biplace américain qui fait partie d'une famille issue du Bede BD-1. Elle comprend les American Aviation AA-1A Trainer, Grumman American AA-1B Trainer et Tr-2, Gulfstream American AA-1C Lynx et T-Cat. Ces appareils ont également donné naissance à des évolutions quadriplaces, les American Aviation AA-2 Patriot (en) et American Aviation AA-5 Traveler (en).  

## Celui par qui tout a commencé: Le Bede BD-1
Fin 1960 Jim Bede (en) quitta son poste d’ingénieur-calcul chez North American Aviation pour fonder avec son père James la Bede Aviation Corp Inc à Springfield (Ohio), Ohio. L’objectif de l’entreprise était de créer un avion de tourisme économique et sur pouvant être construit par un constructeur amateur et commercialisable en kit. Le projet était ambitieux car il associait des techniques très modernes, comme l’utilisation de matériau en nid d’abeille et d'assemblage par collage, des aspects pratiques comme le démontage facile de la voilure afin de simplifier le transport de l’avion par route, et des facilités de construction : Les plans, les surfaces d’empennage ou les gouvernes étaient interchangeables. Le résultat fut un monoplan biplace côte à côte entièrement métallique à aile basse cantilever de profil laminaire NACA 62-415, train tricycle fixe et cabine fermée par une verrière coulissante. Calculé pour un facteur de charge de 9 g, il devait passer la voltige en toute sécurité. Il pouvait aussi recevoir toute une gamme de moteurs depuis le Continental A65-8 de 65 ch jusqu’au Lycoming O-235-C1 de 108 ch.
Le prototype (N624BD) effectua son premier vol le 11 juillet 1963 avec un moteur Continental C90-14F de 90 ch. Selon une brochure de l’époque diffusée par le constructeur 385 pièces composaient l’appareil, le kit devant être commercialisé entre U$D 2 500 avec un moteur de 65 ch reconditionné, et U$D 4 200 avec un O-235 neuf. En fait le BD-1 resta unique, aucun kit et aucun plan pour la construction amateur n’étant jamais commercialisé.  

## Vers la série: American Aviation AA-1 Yankee Clipper
Alors que le BD-1 avait conçu pour la construction amateur, Jim Bede tenta de le faire certifier selon la nouvelle réglementation FAR Part 23 pour commercialiser des avions complets. Le programme prit rapidement du retard et dépassa les capacités financières de Bede Aviation Corp. En 1964 Jim Bede (en) en perdit le contrôle et fut évincé par les principaux investisseurs associés au projet. L’entreprise fut alors réorganisée sous l’appellation American Aviation (en) et le biplace remanié afin de faciliter à la fois sa certification et sa production industrielle, mais aussi d’en faire un avion plus stable et plus facile à piloter. La version définitive de l’appareil se distinguait du prototype par une voilure non repliable pour faciliter la certification et d’envergure accrue pour améliorer le taux de montée, un nouveau dessin de la dérive, un atterrisseur plus large, l’apparition d’un vitrage supplémentaire à l’arrière de la cabine et l’adoption d’un moteur légèrement plus puissant. Mais on retrouvait le souci initial de limiter le nombre de pièces : Longeron de voilure tubulaire de section constante faisant également office de réservoir de carburant, interchangeabilité des ailes, des surfaces fixes d’empennage et des gouvernes de vol... 

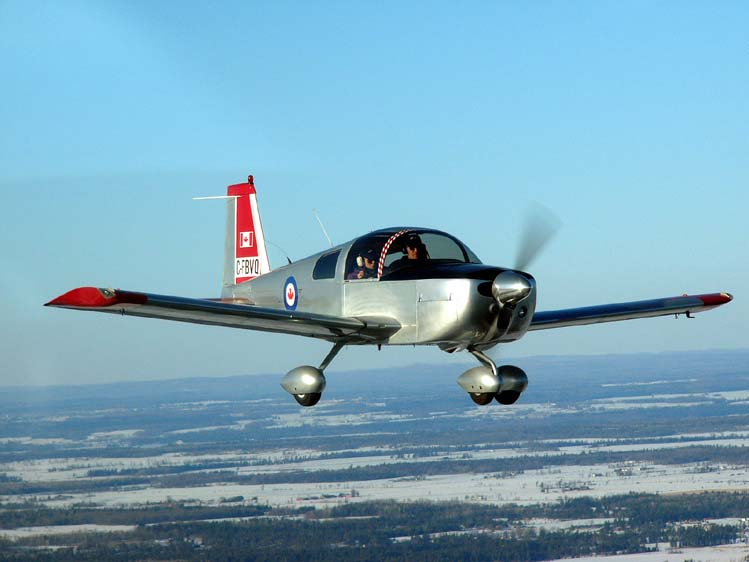
Malgré sa décoration, le Yankee Clipper n'a jamais été utilisé par une force armée.

La certification FAR Part 23 (TC A11EA) fut délivrée le 29 août 1967 et le premier appareil de série prit l’air le 30 mai 1968. Les livraisons débutèrent à la fin de l’année, le biplace étant alors vendu au prix de base de U$ 6 495. 459 exemplaires furent construits par American Aviation (en) à Cleveland entre 1968 et 1971.

## Les déclinaisons

### American Aviation AA-1A Trainer
En raison de son prix d’achat, d’un coût d’entretien faible et de performances attractives, le Yankee Clipper intéressa inévitablement les écoles de pilotage. Or, cet avion avait été conçu pour le tourisme ou les déplacements personnels. Il affichait donc une vitesse d’atterrissage élevée (140 km/h) et la sortie de vrille était délicate. Les accidents furent nombreux, au point qu’en 1973 la FAA imposa aux écoles d’afficher dans le cockpit une information mettant en garde contre les dangers encourus.

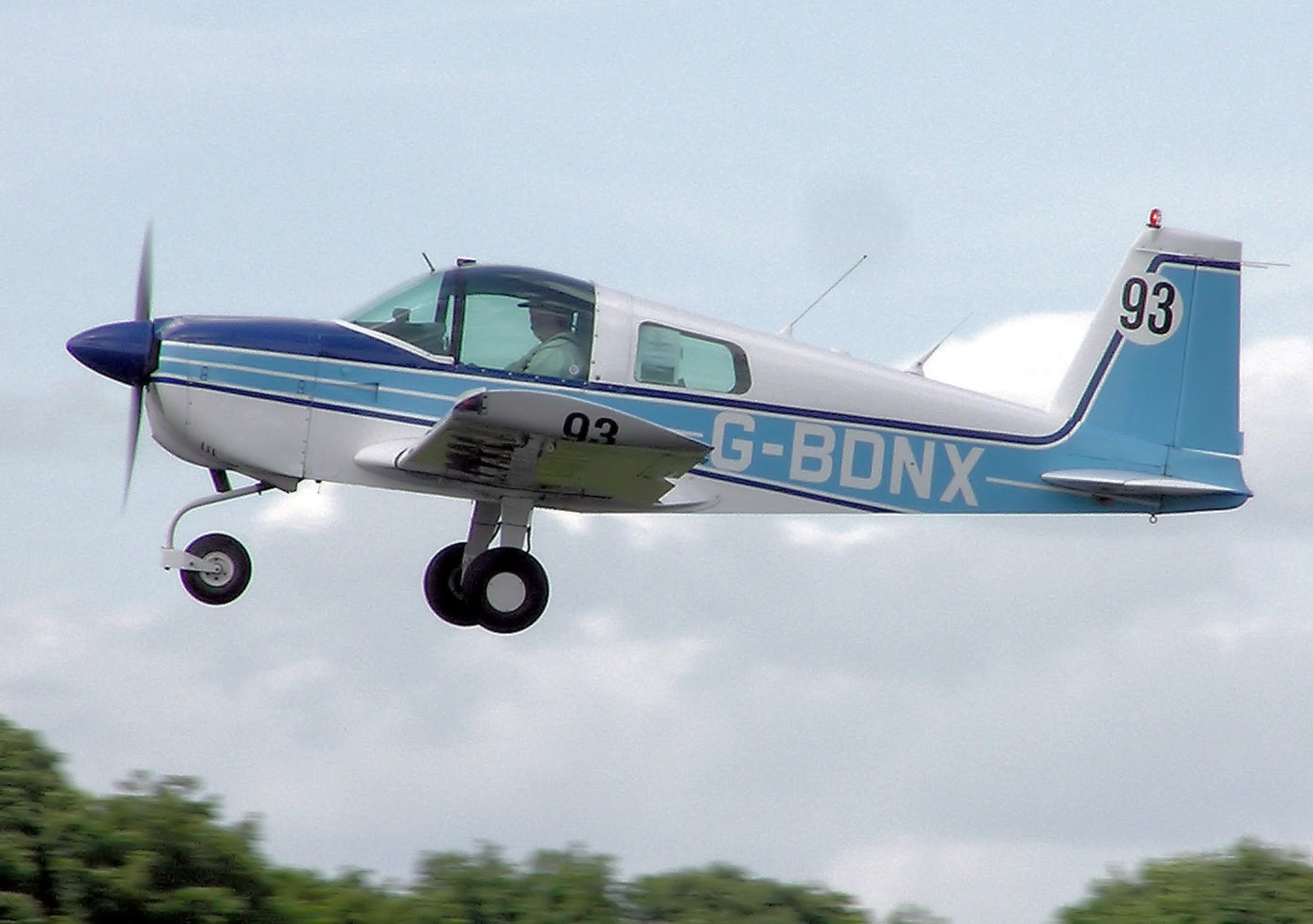
Grumman American AA-1B au décollage.

Pour remédier au problème le profil de voilure NACA 64-415 du Yankee Trainer fut modifié en 1971, un nouveau dessin du bord d’attaque rendant le décrochage plus souple et réduisant la vitesse d’atterrissage. Le monomoteur perdait au passage une quinzaine de kilomètres à l'heure en croisière mais devenait plus acceptable pour les écoles de pilotage. Équipé d’une double commande, ce nouveau modèle effectua son premier vol le 25 mars 1970 et fut certifié en janvier 1971. 470 exemplaires furent construits en 1971/1972.

### Grumman American AA-1B Trainer

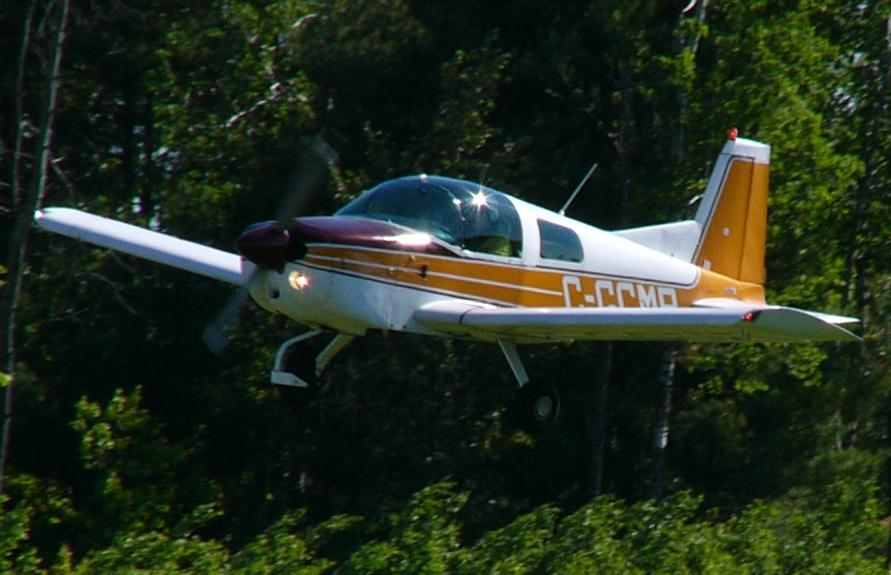
Grumman American AA-1B avec arête dorsale rajoutée.

Cherchant à diversifier ses activités, Grumman acheta courant 1971 American Aviation (en), rebaptisée ensuite Grumman American Aviation. Apparu fin 1972, le modèle 1973 du AA-1A Trainer fut donc rebaptisé Grumman American AA-1B Trainer dans sa version d’école, les appareils vendus à des pilotes privés devenant TR-2. Un total de 680 AA-1B furent construits par Grumman jusqu’en 1976. 

### Grumman American Tr-2
Désignation attribuée aux AA-1B destinés à l’aviation privée et disposant d’une avionique modifiée, essentiellement un équipement radio plus complet.

### Gulfstream American AA-1C Lynx
En 1977 Grumman Aerospace revendit sa gamme d’avions légers à American Jet Industries, dont la division aviation générale devint Gulfstream American. Avant de relancer la production du petit biplace Gulfstream American modifia sensiblement la machine pour l’inclure dans sa gamme : moteur plus puissant, empennage horizontal du Tiger agrandi et donc plus interchangeable avec l’empennage vertical, masse autorisée au décollage plus importante... Devenu Lynx puisque les autres appareils de la gamme Gulfstream étaient s’appelaient Cheetah, Tiger et Cougar, l’AA-1C s’adressait en priorité aux pilotes privés, le modèle T-Cat étant lui destiné aux écoles. 211 exemplaires construits (T-Cat inclus) furent construits en 1977 et 1978.

### Gulfstream American T-Cat
AA-1C Lynx à équipement radio et aménagement de cabine simplifié et double commande pour utilisation par les écoles de pilotage.  

## Évolutions
Au cours des années 1980/1990 les droits sur la gamme d'avions légers Grumman furent acquis successivement par American General Aviation Corporation et Tiger Aircraft LLC (en), qui se concentrèrent sur la production du quadriplace AA-5. Déclarée en faillite en janvier 2007, Tiger Aircraft (en) a été vendu le 2 août suivant à True Flight Holdings LLC, qui détient depuis les droits sur les différentes versions du AA-1. Outre le support technique que peut apporter True Flight Holdings, les utilisateurs de ce populaire biplace aujourd’hui baptisé affectueusement Yankee bénéficient de l’aide d’une dynamique association de propriétaires, The American Yankee Association. 
Aujourd’hui utilisé essentiellement par des pilotes privés, le Yankee est un avion aussi sûr que les autres, sous réserve de ne pas oublier qu’il dispose d’une autonomie plus faible que les autres appareils de sa catégorie et qu’il ne peut pas opérer sur une courte piste en herbe.
Certains appareils ont reçu des moteurs plus puissants (jusqu’à 160 ch) et souvent une arête dorsale a été ajoutée en avant de la dérive pour améliorer la stabilité. Un certain nombre d’appareils ont également été modifiés avec un train d’atterrissage classique (roulette arrière remplaçant la roue avant).